# شقاب (جرابيات)

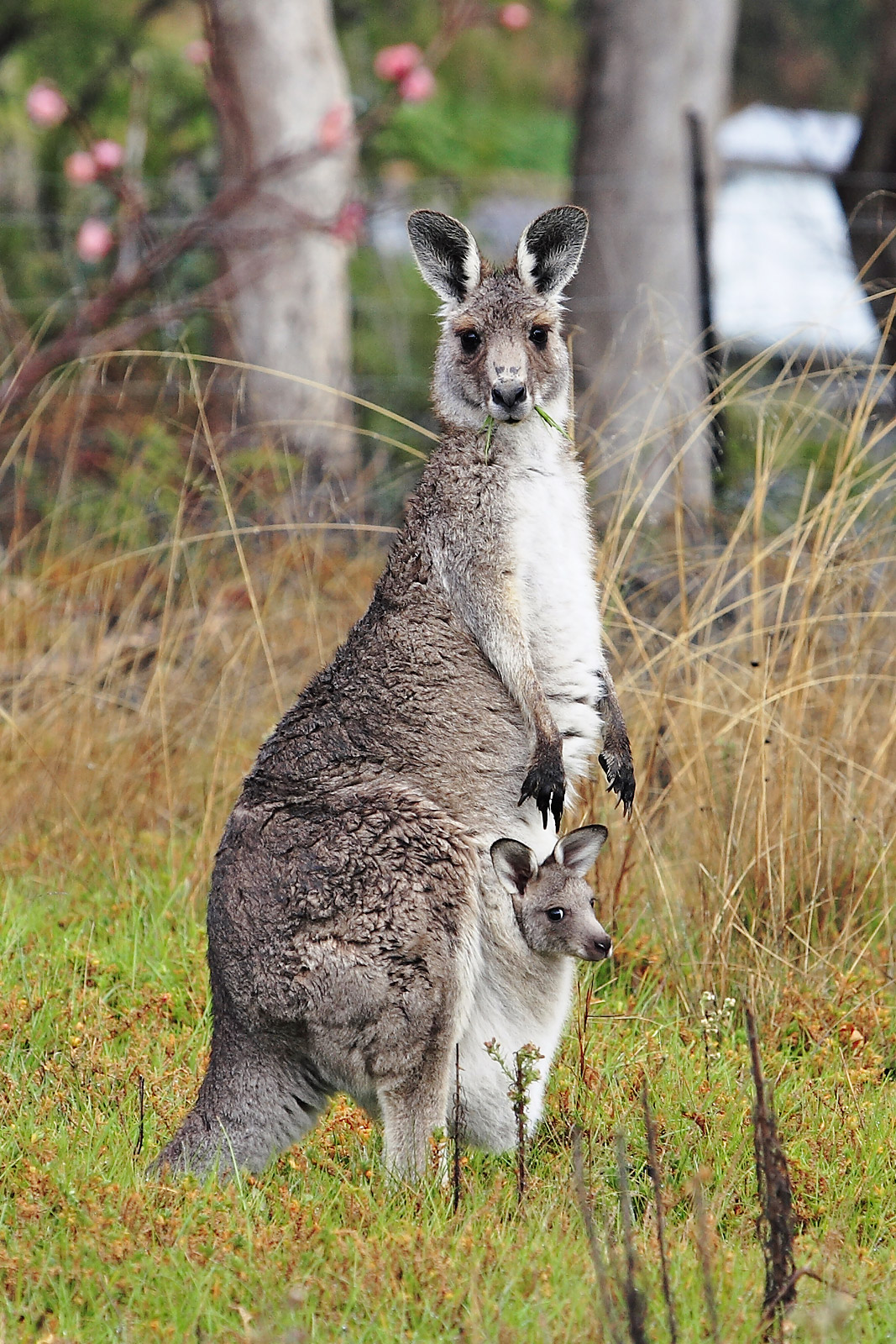
أنثى الكنجر الشرقي الرمادي مع صغيرها مكتمل النمو في جرابها.

الشقاب أو الجراب هو سمة مميزة لإناث الجرابيات (و نادرا في الذكور كما هو الحال في أبوسوم الماء و انقرضت النمر التماني). تلد الجرابيات جنينًا حيًا لكنه غير متطور نسبيا يسمى جوي. يزحب الجوي بعد ولادته من داخل الأم إلى الشقاب. وهو وجود ثنية من الجلد بفتحة واحدة يغطي الثدي. داخل الحقيبة ، يعلق الجنين الأعمى نفسه إلى واحدة من حلمات الأم وويظل هنالك إلى أن تنمو ويتطور.

## الاختلافات
تختلف الشقابات بين مختلف الجرابيات: على سبيل المثال الدصيور و شياطين تسمانيا ، يفتح الجراب إلى الخلف وعلى الصغير الزحف مسافة قصيرة للوصول إلى فتحة الجراب. يبقى الصغير هناك حتى ينضج تمامًا فيغادر الجراب ولا يعود مرة أخرى. بينما تحمل أنثى الكنغرجرابًا يفتح أفقيا على الجزء الأمامي من الجسم ، فيجب أن يتسلق الصغير مسافة طويلة نسبيا للوصول إليه. يسمح الكنغرو الولب للصغار بالعيش في الجرباب حتى بعدما تكون قادرة جسديًا على مغادرته, بل ويحتفظ في كثير من الأحيان بصغيرين مختلفينفي الجراب الواحد أحدهما صغير و والآخر متطور بالكامل. في حيوان الكنغر ، الولب و أبوسوم، يفتح الجراب إلى الأمام أو إلى الأعلى. في الكوالا، الومبت يفتح الجراب إلى الخلف أو إلى أسفل.لن تصلح الأجربة التي تفتح للأسف مع صغار الكنجر لأنها دائمة السقوط.وكذا لن تفلح الأجربة التي تفتح من الأمام مع الومبت لأنه دائم الحفر تحت الأرض. فسوف تمتلأ الأجربة بالتراب. تلعق أنثى الكنغر وتنظفه قبل مجيء الصغير. وتكون جرابات الكنغر عادة لزجة لدعم  وتثبيت الصغار.بينما تعجز الكوالا عن تنظيف جرابها لأنه موجه إلى الوراء ، لذا يفعل نظام تنظيف ذاتي للجراب قبيل ولادة الصغير حيث يفرز قطيرات من سائل مضاد للميكروبات يعمل على تطهير الشقاب.
تفتقد بعض الجرابيات (مثل فاسكوجال ) الجراب الدائم الحقيقي الموجود في نظرائها من الجرابيات. لذا فإنها تكون ثنية جلدية مؤقتة (تسمى في بعض الأحيان «الجراب الزائف») في المنطقة الثديية عند التكاثر.